# Colonia Agrícola Marco Antonio Muñoz
Colonia Agrícola Marco Antonio Muñoz är en ort i Mexiko.   Den ligger i kommunen Tezonapa och delstaten Veracruz, i den sydöstra delen av landet, 260 km öster om huvudstaden Mexico City. Colonia Agrícola Marco Antonio Muñoz ligger 313 meter över havet och antalet invånare är 406.
Terrängen runt Colonia Agrícola Marco Antonio Muñoz är varierad. Runt Colonia Agrícola Marco Antonio Muñoz är det ganska tätbefolkat, med 100 invånare per kvadratkilometer. Närmaste större samhälle är Cosolapa, 13,4 km öster om Colonia Agrícola Marco Antonio Muñoz. I omgivningarna runt Colonia Agrícola Marco Antonio Muñoz växer i huvudsak städsegrön lövskog.